# 複式躲避球

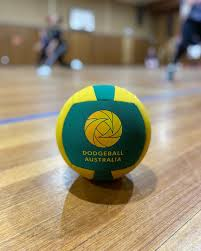
Cloth dodgeball布球式躲避球

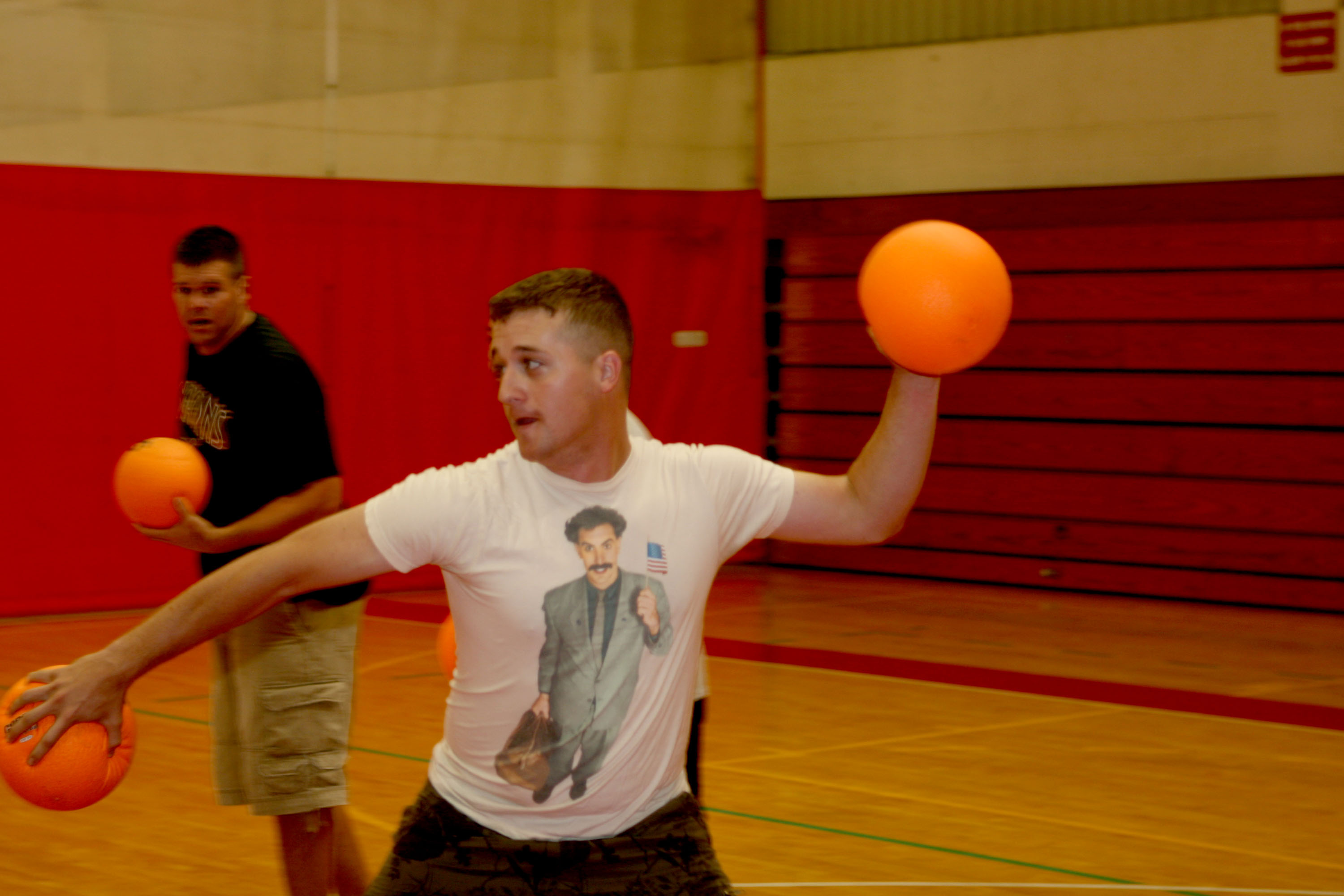
美式躲避球的用球

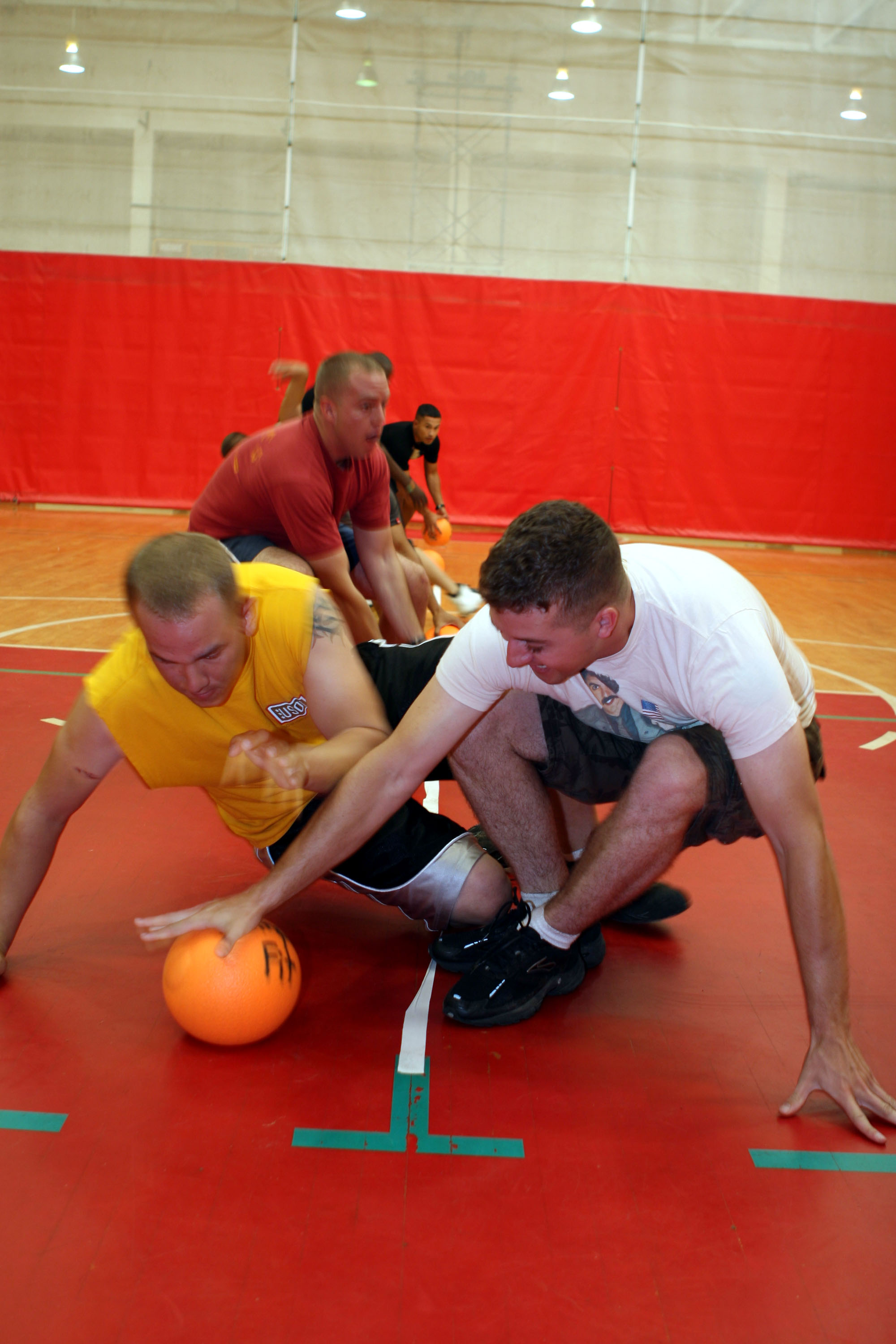
開賽時雙方至中線搶球

複式躲避球（英語：Cloth Dodgeball），為流行於歐洲及美洲的躲避球，因所采用的比赛规则不同，另外分開為美式躲避球（Foam Style)、布球式躲避球（Cloth Style)。與單球式躲避球相同，皆是一項團隊運動，兩支敵對球隊的球員試圖投球並擊中對手，同時避免自己被擊中。每隊的目標是透過投球擊中對方球隊、接住對手投出的球或誘導對手犯規（例如走出球場）來消滅對方球隊的所有成員。
複式閃避球（Cloth style) 是沿用布球式閃避球比賽
比賽會使用五個球
而美式閃避球(Foam style) 是沿用泡沫球進行比賽
比賽會使用六個球
有關複式閃避球世界比賽可以查看:2018 Dodgeball World Cup
2022 WDA Dodgeball World Cup in Egypt
而美式閃避球世界比賽可以查看:
Foam Dodgeball

## 用球
世界各地使用的球類型有很多種，包括 8.5 英寸（220 毫米）橡膠球、“無刺”橡膠球、泡沫球和布球；由橡膠或聚氯乙烯製成的版本稱為實用球。
複式閃避球（Cloth Style）所沿用的布球式閃避球，為7吋大小
而美式閃避球（Foam Style）則使用泡沫球

## 简易比赛规则
正式比赛规则有国际躲避球联合会（WORLD DODGEBALL FEDERATION）与国际躲避球协会（World Dodgeball Association）两套规则，此处介绍的是简易比赛规则

- 队员人数
  - 複式躲避球是由两队参与进行的球类运动，兩隊各有六位隊員。
- 专用球具
  - 美式閃避球比赛采用球重为140g±6g的7英吋PU泡沫海棉球。
  - 複式閃避球比賽采用6.5吋至7吋的布面閃避球

- 球场

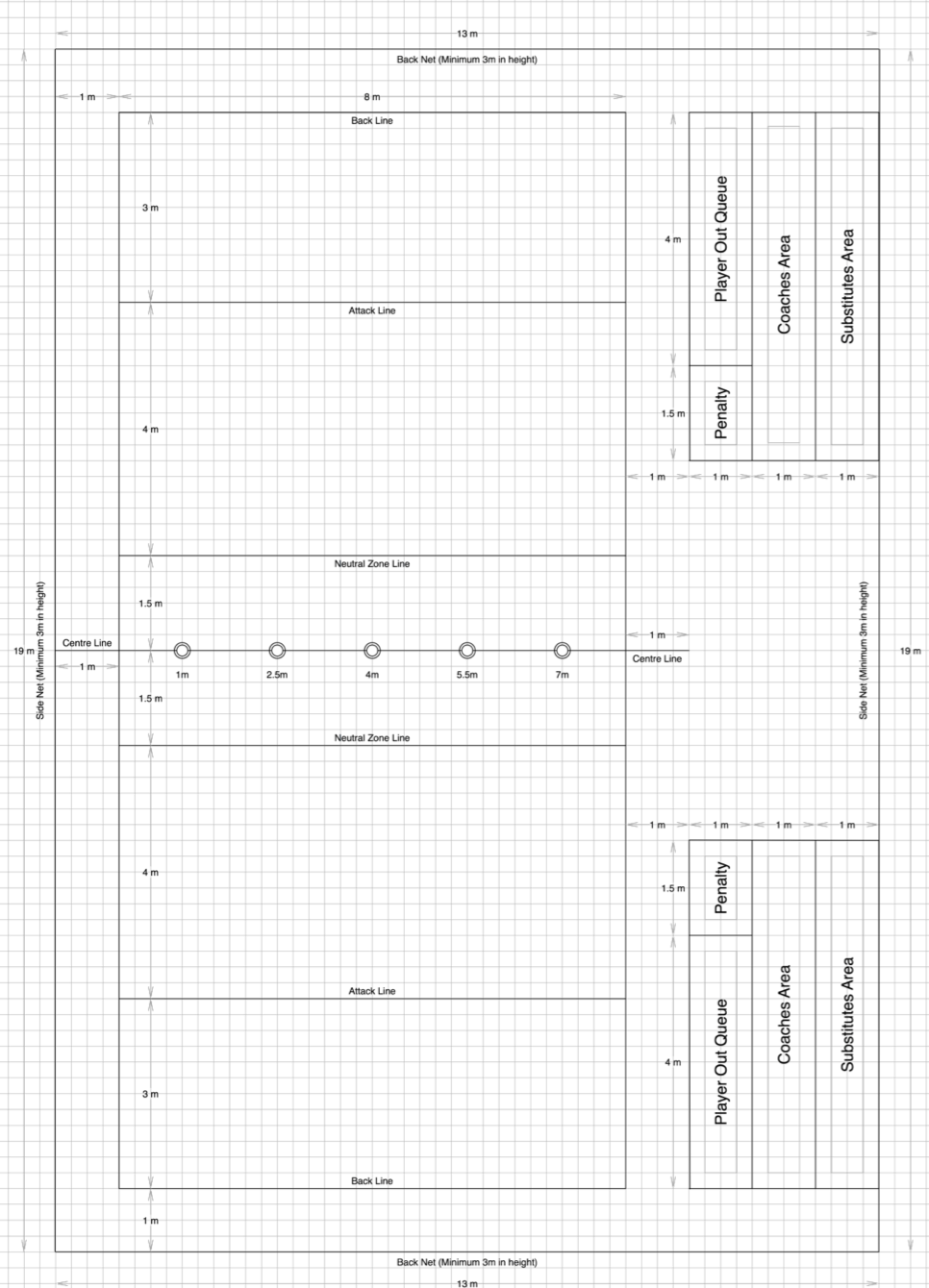
Cloth Dodgeball Court 複式閃避球場地尺吋

- - 複式球场为长方形，场内设有中线，底线，中立區線，攻擊線。
  - 美式閃避球球場中線會擺上六顆球，雙方站在底線。
  - 複式閃避球球場中線會擺上五顆球，雙方站在底線。

- 赛制
  - 比赛分上下半場进行，每半場比赛限时15分钟，每場比赛中以3分鐘為一局，勝出獲兩分，和局獲一分，直至上下半場完結分數較多一方勝出
  - 半場比赛结束后，双方交换场地进行比赛。
  - 若比賽分數一樣，會進行1分30秒的加時；若然加時未能分出勝負，進入即時死亡賽制（Sudden Dealth Match),先成功擊倒對隊隊員的一方獲勝

- 抢球、掷球、捡球
  - 複球式開賽後，球员要試圖搶中間的球，每隊左邊的球只能給該隊搶球，首次搶到球后要退回攻擊線（attack line)激活，才能攻擊。
  - 同隊隊友可自由轉換球權。
  - 球員可以撿落在地上的球，但不可以撿在中線對面的球，而球若出界，只能由撿球員執球，並在攻擊線後將球送回場內
- 淘汰规则
  - 將球擲向對方作為攻擊，若一人被球擊中且球之後落地，則被擊中的人退出球场。
  - 若攻擊的球被接住，或者球擊中人后被对手队友接到，則攻擊球員退出球场。
  - 當攻擊球連續擊中對方一位以上球員，則所有被擊中球員皆須退出球场。
  - 當球員離開球場或者踏線犯規，將會被判出局，需要等待己方成功接球復活
  - 進攻的球員不能超越中立區線（neutral zone line)，否則當踏線犯規（overline)
- 复活规则
  - 成功接住攻擊球時，可复活一位隊友。

- 胜负机制
  - 两局比赛完成后，高分队伍获胜。

## 運動發展
- 亞洲奧林匹克理事會向世界閃避球總會正式發出臨時認可、是閃避球運動在國際上的發展一大里程碑，有機會晉身亞運項目，亦認可其總會在亞洲的發展[4]
- 中國香港閃避球總會亦正式成為中國香港體育協會暨奧林匹克委員會的觀察屬會，是中國香港唯一受港協其奧委會認可的閃避球運動總會。[5]

## 外部連結
- National Dodgeball League Official Dodgeball Rules & Regulations of Play（页面存档备份，存于）
- World Dodgeball Association
- 中國香港閃避球總會
- worlddodgeballfederation
- Olympic Council Of Asia